# گیوم دسپرو
گیوم دسپرو (انگلیسی: Guillaume Despréaux; ۲۰ سپتامبر ۱۸۰۲ – ۱۴ ژوئن ۱۸۶۵) آهنگساز اهل فرانسه بود.
وی همچنین برندهٔ جوایزی همچون جایزه بزرگ رم شده‌است.